# Хасте
Хасте (нем. Haste) — община в Германии, в земле Нижняя Саксония.
Входит в состав района Шаумбург. Подчиняется управлению Ненндорф. Население составляет 2786 человек (на 31 декабря 2010 года). Занимает площадь 11 км².

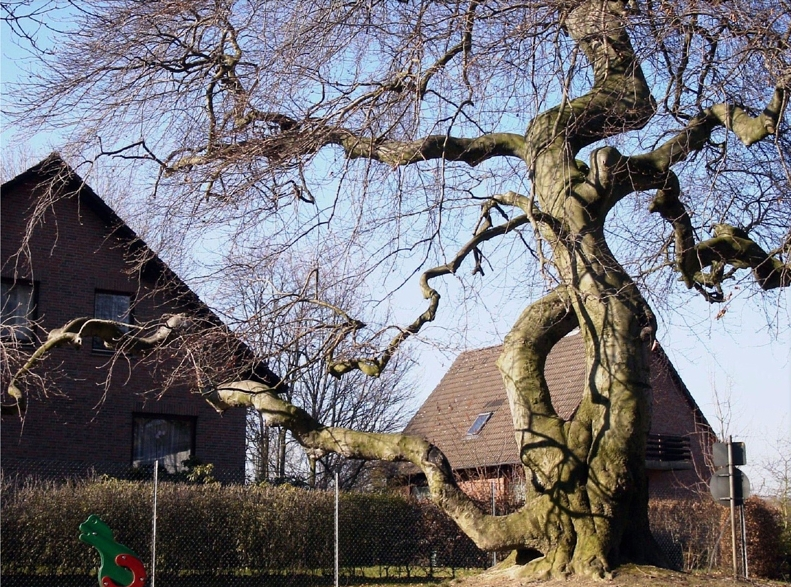
Хасте

| Год  | Население |
| ---- | --------- |
| 1990 | 2347      |
| 1995 | 2448      |
| 2000 | 2590      |
| 2005 | 2696      |
| 2010 | 2772      |